# Sói đứng
Sói đứng danh pháp hai phần Chloranthus erectus là một loại thực vật có hoa thuộc họ Hoa sói (Chloranthaceae).

## Mô tả
Sói đứng là loài cây bụi thường xanh, có nguồn gốc ở vùng Đông Nam Á, Trung Quốc, Ấn Độ, thường gặp trong rừng nhiệt đới ở độ cao 100-2100m trên mặt nước biển trong vùng đá vôi hay bị ngập nước.
Cây Sói đứng có chiều cao 0,5-3 mét, Lá có phiến bầu dục, không lông, màu lục tươi, gân phụ 5-7 cặp, mép có răng nằm; cuống dài 1-1,5 cm, màu tim tím. Bông kép ở ngọn; lá bắc màu ngà, có 3 thuỳ, hoa 3; nhị 3; bầu ở nách lá bắc. Quả hạch trắng; hạt nhỏ. Ra hoa quanh năm.
Có lúc, lá loại cây này được sử dụng rộng rãi và buôn bán ở các chợ ở Indonesia như một loại trà, nhưng việc trồng trọt cây này đã bị chính phủ thực dân Hà Lan cấm vào thế kỷ XIX để thúc đẩy việc trồng và sử dụng cây trà (Camellia sinensis). Kể từ đó, việc sử dụng lá cây này làm trà đã hầu như chấm dứt, mặc dù nó vẫn được sử dụng cho mục đích y khoa.
Cây này đang bị đe dọa tuyệt chủng trong thiên nhiên do bị phá hủy môi trường sống.

## Công dụng
Bộ phận dùng: toàn cây
Tác dụng: Lá và rễ có tác dụng làm ra mồ hôi; cây có tác dụng thông kinh hoạt lạc và chỉ huyết.
Đông y: Được dùng ở Trung Quốc trị cảm mạo, sản hậu lưu huyết, điên giản, đòn ngã đao chém bị thương, phong thấp tê liệt, viêm khớp xương, sưng amygdal, gãy xương. Ở Vân Nam, cây dùng trị sỏi niệu đạo, tử cung rủ xuống.
Ở Ấn Độ, lá và rễ dùng trị sốt.
Cây được dùng ở Philippines và Malaysia làm thuốc kích thích.